# Lancaster Park
El Lancaster Park es un estadio de rugby y críquet localizado en la ciudad de Christchurch, Nueva Zelanda. Actualmente se encuentra clausurado debido a los daños que sufrió durante el terremoto de Christchurch de febrero de 2011 y los grandes costos de reparación que este demanda; US$ 50 millones.
Fue el estadio de los Crusaders del Super Rugby. Se trataba del segundo mayor estadio del país hasta su clausura, y albergó hasta entonces algunos de los mayores acontecimientos culturales que vivieron los neozelandeses, como la misa que ofició Juan Pablo II durante su visita en 1986.

## Historia
En 1880 se fundó el Club Canterbury de Críquet y Atletismo en el actual terreno del estadio, el rugby llegó al club a fines del siglo. La primera cancha se llamó Lancaster Park que era el nombre del propietario anterior.
El primer evento deportivo importante que albergó fue la Copa Davis 1911 donde Australasia venció a los Estados Unidos.
La anécdota más conocida entre los neozelandeses, es que se cultivaron papas en su terreno de juego durante la Primera Guerra Mundial.

### Copa Mundial de Rugby de 1987
Fue una de las sedes de la Copa del Mundo de Rugby de Nueva Zelanda 19887. Albergó tres partidos de fases de grupo y el enfrentamiento de cuartos de final entre los All Blacks y el XV del Cardo.

### Copa Mundial de Rugby de 2011
Se había planeado que fuera una de las sedes de Nueva Zelanda 2011, para ello se desarrolló un plan de acondicionamiento para 45.000 espectadores con una inversión de NZ$ 60 millones. Finalmente ante la evaluación de daños y la imposibilidad de completar las reparaciones, los siete partidos (dos cuartos de final) fueron destinados a otros estadios.

## Conciertos
Durante su historia grandes artistas tocaron el él, comenzando Dire Straits en 1986 y 1991, Billy Joel en 1987, U2 en 1989 y 1993, Tina Turner en 1993 y 1997, Roger Waters en 2007, Bon Jovi en 2008 y Pearl Jam en 2009.